# Rouge de Pologne
La rouge de Pologne est une race bovine polonaise. Son nom polonais est polska czerwona et le nom international est l'anglais polish red.

## Origine

### Historique
Elle provient d'une population sauvage de l'aurochs, de taille réduite, localisée en Europe centrale et Scandinavie. Cette population, non individualisée de Bos primigenius est appelée Bos brachyceros. Les bovins polonais de couleur hétérogènes sont progressivement devenus rouge, par arrivée de bétail de cette couleur avec des mouvements de population, à partir du XVIe siècle.  Le herd-book, registre généalogique bovin de la race, est ouvert en 1894. Au début du XXe siècle, la production oscillait entre 1 880 et 3 340 kg de lait.
Trois populations légèrement différentes, issues de régions voisines ont un temps été distinguées. Après la seconde Guerre mondiale, la rouge de Pologne va conquérir 25 % du bétail polonais soit 2 millions d'individus dans les années 60. Des croisements ont eu lieu avec la rouge danoise, plus sporadiquement avec la jersiaise britannique et l'angeln allemande. À partir de 1969, l'élevage est dirigé vers des races pie noir et pie rouge, faisant rapidement chuter les effectifs. Seuls les élevages de la région de Cracovie peuvent encore l'utiliser. En 1982, les aides aux élevages de la race cessent et les élevages hors de la région de Cracovie sont tous dotés de race pie noir apparentée à la holstein. Afin de la préserver, elle a été incluse dans un programme de protection en 1999, incluant la cryoconservation d'embryon et de semence de taureaux. Les effectifs passent de 85 000 individus en 1983, à moins de 1 000 entre 1998 et 2006. Depuis, les mesures de protection ont porté leurs fruits et près de 2 800 vaches étaient élevées en 2014.

## Morphologie
Elle porte une robe uniformément rouge. Le mufle et les sabot sont noirs. La vache pèse entre 400 kg pour 128 cm et le taureau entre 770 kg pour 138 cm.

## Aptitudes
C'est une race laitière : sa production était de 4 028 kg en moyenne en 2006, avec un taux butyrique de 4,28 % et un taux protéique de 3,34 %. Sa qualité fromagère est reconnue.
La race est réputée pour sa grande rusticité, héritée de plusieurs siècles de sélection dans une région froide et à faible capacité fourragère de qualité. Outre des qualités intrinsèques intéressantes pour les éleveurs, comme la longévité, la fertilité, le vêlage facile et la bonne santé, les vaches ont des sabots durs, aptes à la pâture en milieu escarpé. Les animaux peuvent subir une période de pénurie alimentaire et reconstituer ensuite leur bon état général. Enfin, la race est apte à se nourrir de fourrage grossier, mal accepté par des races plus productives. 
Elle est donc bien adaptée aux régions agricoles pauvres et montagneuses du sud de la Pologne. Ses qualités lui permettent un élevage en agriculture biologique plus aisé et de jouer un rôle dans la mis en valeur du paysage. Sa couleur reconnaissable lui a permis de conquérir le cœur des Polonais et de devenir un élément de la culture nationale.

## Sources